# Лобанов, Константин Валентинович
Константин Валентинович Лобанов (род. 29 сентября 1952 года, Рославль) — советский и российский учёный-геолог, специалист в области изучения геологии и глубинного строения рудных районов стратегических полезных ископаемых, член-корреспондент РАН (2016).

## Биография
Родился 29 сентября 1952 года в городе Рославль Смоленской области.
В 1975 году — окончил кафедру геологии и разведки месторождений полезных ископаемых геологического факультета МГУ, тема дипломной работы: «Геологическое строение медно-никелевого месторождения Спутник (Кольский полуостров)».
С 1975 по 1979 годы — аспирант отдела эндогенных рудных месторождений Института геологии рудных месторождений, петрографии, минералогии и геохимии (ИГЕМ АН СССР).
В 1981 году — защитил кандидатскую диссертацию, тема: «Структурно-петрофизический контроль мусковитовых пегматитов Чупино-Лоухского района (Северная Карелия)».
В 2008 году — защитил докторскую диссертацию, тема: «Структурно-петрофизические условия локализации раннепротерозойских пегматитовых и магматических месторождений северо-восточной части Балтийского щита».
С 1979 года работает в ИГЕМ РАН, занимал должности:
- 1995—2006 заместитель директора по общим вопросам
- 2002—2004 руководитель центра инновационных проектов
- 2007—2015 заместитель директора по научной работе
- с 2014 года — заведующий лабораторией «Геологии рудных месторождений» ИГЕМ РАН.
- 2015—2018 — директор ИГЕМ РАН[3].

В 2016 году — избран членом-корреспондентом РАН.

## Научная деятельность
Ведущий специалист в области изучения геологии и глубинного строения рудных районов стратегических полезных ископаемых.
Автор и соавтор более 200 научных работ, из них 17 монографий, сборников и 1 научного открытия.
Участвовал в большом количестве геологических экспедиций по различным регионам СССР и России.
Ведет научные изыскания в области изучения процессов рудообразования в глубинных зонах древней континентальной земной коры при различных геодинамических режимах, занимается разработкой глубинной геодинамической модели Печенгского рудного района с использованием материалов по Кольской сверхглубокой скважине до глубины 15 и 50 км.
С 1998 по 2014 годы — руководитель и исполнитель научно-исследовательских работ по проектам РФФИ, программам Президиума и ОНЗ РАН, ФЦП Министерства образования и науки РФ, и других.
С 2003 года по настоящее время — член международной ассоциации математических методов в науках о Земле, международного общества экономических геологов, международной ассоциации по генезису рудных месторождений.
В честь учёного назван минерал лобановит.

## Награды
- 1996 — Главная премия МАИК-НАУКА, Диплом за лучшую публикацию за 1995 года «Науки о Земле» (Казанский В. И., Кузнецов О. Л., Кузнецов А. В., Лобанов К. В., Пиманова Н. Н., Черемисина Е. Н.) «Разработка интегральной модели глубинного строения Печенгского рудного района» // .
- 1996 — Соавтор научного открытия (Генкин А. Д., Губерман Д. М., Казанский В. И., Козловский Е. А., Кузнецов О. Л., Лобанов К. В., Мазур В. Б., Нартикоев В. Д., Смирнов Ю. П., Хахаев Б. Н.) «Закономерность вертикальной рудной зональности древней континентальной земной коры». Диплом № 28.